# Bertrand Moren
Bertrand Moren (Vétroz, 26 juni 1976) is een Zwitsers componist, muziekpedagoog, dirigent, pianist en trombonist.

## Levensloop
Moren kreeg zijn eerste pianoles op zesjarige leeftijd. Later kreeg hij pianoles bij Edith Fischer. Zijn vader Géo-Pierre Moren, eveneens componist, dirigent en trombonist, gaf hem de eerste les voor trombone toen Bertrand 8 jaar was. Later studeerde hij dit instrument bij Dany Bonvin, Branimir Slokar en Roland Schnohrk. Zijn muziekstudies begon hij aan het Conservatoire cantonal du Valais in Sion, waar hij de vakken muziektheorie, harmonie, muzikale analyse, musicologie studeerde. Later studeerde hij aan het Conservatoire de musique de Genève en behaalde aldaar zijn diploma «Certificat d’Etudes Supérieures de Trombone» als uitvoerend trombonist in 1999.
Als trombone solist behaalde hij vele prijzen zoals de Zwitserse kampioenschap voor solisten op koperblaasinstrumenten en de "Swiss Entertainment Contest". Hij was als solo trombonist verbonden aan de Brass Band Treize Etoiles, een van de vooraanstaande Zwitserse brassbands, die ook internationale titels behaalde, zoals de World Brass Band Championships tijdens het Wereld Muziek Concours 2005 in Kerkrade.
Hij is muziekpedagoog en geeft privélessen. Vanaf 1998 is hij dirigent van de brassband "Concordia" in Vetroz en sinds 2002 is hij eveneens dirigent van de brassband Marcelline in Grône. Moren is lid van de muziekcommissie van de Schweizerischer Brass Band Verband (SBBV).
Als componist schreef hij rond 150 werken voor harmonieorkesten, brassbands, kamerorkesten en kleine ensembles. In 1998 won hij de 1e prijs in de compositiewedstrijd van de European Brass Band Association en de publieksprijs met zijn werk European Overture. Verbonden daarmee was een compositieopdracht van het verplichte werk voor de Europese brassband kampioenschappen in 1999 in München met de titel The Bandsman’s Challenge. In hetzelfde jaar ontving hij de "Ernst Graf Brass Award". In 2009 won hij opnieuw de 1e prijs in de compositiewedstrijd van de European Brass Band Association met het werk Visions.

## Composities

### Werken voor harmonie- of fanfareorkest of brassband
- 1994 Opening, voor brassband
- 1998 European Overture, voor harmonieorkest of brassband
- 1998 The Bandsman's Challenge, voor brassband (Verplicht werk voor de Europese brassband kampioenschappen in 1999 in München)
- 2000 Alpine Variations, voor fanfareorkest of brassband
- 2000 Feeling Young, voor brassband (Verplicht werk in de 2e sectie van de Zwitserse brassband kampioenschappen in 2000)[1]
- 2000 Constellation, voor harmonieorkest of brassband
- 2002 Festive, voor harmonieorkest of brassband
- 2002 Music for Cinema, voor brassband
- 2003 (A) Triumphant Intrada, voor brassband
- 2003 American Dances, voor 5 kornetten, 3 trombones en brassband
  1. Country
  2. Tempo di Blues
  3. Jazz
- 2003 Dreams, voor brassband
  1. Nightmare
  2. Daydream
  3. Visions
- 2003 Honneur, voor brassband
- 2003 Joyful March, voor brassband
- 2003 Laudatio, voor brassband
- 2003 The Devil’s Bridge, voor brassband
- 2004 Alpine March, voor brassband (geschreven voor het Hochwaliser Musikfest in Blatten in 2004)
- 2004 Brass Cinema, voor brassband
- 2004 Brass Corrida, voor brassband
- 2004 Cellebration March, voor brassband
- 2004 Colour of Brass, voor brassband
- 2004 Remembrance, voor brassband
- 2004 Sanetch, voor brassband
- 2004 The Challenger, voor brassband
- 2005 Ancient Monuments - A Suite in Three Movements, voor brassband (Verplicht werk in de 3e divisie brassband tijdens het "Fête Cantonale Valaisanne 2005")
  1. Tourbillon
  2. Valère (Valeria)
  3. Street Scenes
- 2006 Intrada, voor brassband
- 2006-2007 Landscapes, concerto grosso voor brassband en slagwerk (Verplicht werk tijdens de Zwitserse Nationale brassband kampioenschappen in 2007)
- 2007 Chatzkele, voor brassband
- 2007 Entry of the Celts, voor brassband
- 2007 Euphonium Fiesta, voor eufonium solo en brassband
- 2007 Festival March, voor brassband
- 2007 Horns Enjoying Themselves, trio voor hoorns en brassband
- 2007 Tuba Gospel, voor tuba solo en brassband
- 2008 Hommage, voor brassband
- 2009 Visions, voor brassband
- A Marching Prayer
- Anniversary Music, voor brassband
- At Hell's Gate, voor Es-hoorn solo en brassband
- Battle Cry Of Freedom, voor harmonieorkest of brassband
- Brass Explosion, voor harmonieorkest
- Brass Passion, voor brassband
- Brass Power, voor harmonieorkest of brassband
- Broadway Nights, voor trompet, trombone en harmonieorkest
- Burlesque, voor tuba en brassband
- Close to the Sky, voor brassband
- Come in, voor brassband
- Concerto, voor Es-kornet en brassband
- Concert Caprice, voor brassband
- Contrasts, voor brassband
- European Folks
- Fiesta, voor Es-tuba solo en brassband
- Ice & Fire, voor harmonieorkest (Verplicht werk in de 1e klasse tijdens het 22e "Kantonal-Musikfest" van het Kanton Bern 2009 in Büren an der Aare)
- Jazzy Brass, voor brassband
- Kamikaze, voor kornet solo en brassband
- Latin Dances
- Marche de la PDG, voor brassband
- Martial
- Mountain Views, voor brassband
- Mr Euphonium
- Odin, King of Asgard, voor brassband
- On a cent ans, voor brassband
- Patrouille des Glaciers
- PDG 2000
- Prelude for an Eternal Friendship, voor brassband
- Recreation, voor brassband
- Ring of Kerry, voor eufonium en brassband
- Swiss Colors
- The Flying Slide
- The Joy Of Youth!, voor brassband
- The Trombonist's Heritage, voor brassband
- Victory!, voor brassband

### Kamermuziek
- At Hell's Gate, voor Es-hoorn solo en piano
- Devil's Concertino, voor eufonium solo en piano
- Eastern Dances, voor eufonium solo en piano
- Fiesta, voor kornet solo en piano
- Irish Folk, duet voor kornet en eufonium (of: viool, cello) en piano
- Japanese Dance, voor kornet solo en piano
- Oriental Variations, voor flügelhorn solo en piano
- Summer Concertino, voor Es-tuba solo en piano
- The Flying Slide, voor trombone solo en piano

### Pedagogische werken
- Melodic Studies for Trombone

## Media
1. ↑  Feeling Young door Regionale Brassband De Spijkerpakkenband Opsterland e.o. o.l.v. Jochum Hoekstra

- Bibliothèque nationale de France: cb17026192r (data)
- Gemeinsame Normdatei: 134905784
- International Standard Name Identifier: 0000 0003 7190 7868
- Library of Congress Control Number: no2003112293
- MusicBrainz: 1c7acab3-c983-4f3c-a842-a2881c2a1b9f
- Nederlandse Thesaurus van Auteursnamen: 316217298
- Système universitaire de documentation: 179268880
- Virtual International Authority File: 51387255
- WorldCat: E39PBJwMGP8jMf8kGDQF6Q8KVC